# Elbek Tazhyieu
Elbek Tazhyieu, también escrito como Elbek Tojiev –en bielorruso, Элбек Тажыеў– (Kenagas, 7 de enero de 1986) es un deportista bielorruso de origen uzbeco que compite en lucha grecorromana. Ganó una medalla de plata en el Campeonato Mundial de Lucha de 2011 y dos medallas en el Campeonato Europeo de Lucha, oro en 2013 y bronce en 2011.

## Palmarés internacional
| Campeonato Mundial | Campeonato Mundial  | Campeonato Mundial | Campeonato Mundial |
| Año                | Lugar               | Medalla            | Categoría          |
| ------------------ | ------------------- | ------------------ | ------------------ |
| 2011               | Estambul (Turquía)  | Medalla de plata   | 55 kg              |
| Campeonato Europeo |                     |                    |                    |
| Año                | Lugar               | Medalla            | Categoría          |
| 2011               | Dortmund (Alemania) | Medalla de bronce  | 55 kg              |
| 2013               | Tiflis (Georgia)    | Medalla de oro     | 55 kg              |